# Liste des titres musicaux numéro un aux États-Unis en 1984
Cette page liste les titres musicaux ayant eu le plus de succès au cours de l'année 1984 aux États-Unis d'après le magazine Billboard.

## Historique
| Date          | Artiste(s)                       | Titre                                    | Référence |
| ------------- | -------------------------------- | ---------------------------------------- | --------- |
| 7 janvier     | Paul McCartney & Michael Jackson | Say Say Say                              |           |
| 14 janvier    | Paul McCartney & Michael Jackson | Say Say Say                              |           |
| 21 janvier    | Yes                              | Owner of a Lonely Heart                  |           |
| 28 janvier    | Yes                              | Owner of a Lonely Heart                  |           |
| 4 février     | Culture Club                     | Karma Chameleon                          |           |
| 11 février    | Culture Club                     | Karma Chameleon                          |           |
| 18 février    | Culture Club                     | Karma Chameleon                          |           |
| 25 février    | Van Halen                        | Jump                                     |           |
| 3 mars        | Van Halen                        | Jump                                     |           |
| 10 mars       | Van Halen                        | Jump                                     |           |
| 17 mars       | Van Halen                        | Jump                                     |           |
| 24 mars       | Van Halen                        | Jump                                     |           |
| 31 mars       | Kenny Loggins                    | Footloose                                |           |
| 7 avril       | Kenny Loggins                    | Footloose                                |           |
| 14 avril      | Kenny Loggins                    | Footloose                                |           |
| 21 avril      | Phil Collins                     | Against All Odds (Take a Look at Me Now) |           |
| 28 avril      | Phil Collins                     | Against All Odds (Take a Look at Me Now) |           |
| 5 mai         | Phil Collins                     | Against All Odds (Take a Look at Me Now) |           |
| 12 mai        | Lionel Richie                    | Hello                                    |           |
| 19 mai        | Lionel Richie                    | Hello                                    |           |
| 26 mai        | Deniece Williams                 | Let's Hear It for the Boy                |           |
| 2 juin        | Deniece Williams                 | Let's Hear It for the Boy                |           |
| 9 juin        | Cyndi Lauper                     | Time After Time                          |           |
| 16 juin       | Cyndi Lauper                     | Time After Time                          |           |
| 23 juin       | Duran Duran                      | The Reflex                               |           |
| 30 juin       | Duran Duran                      | The Reflex                               |           |
| 7 juillet     | Prince                           | When Doves Cry                           |           |
| 14 juillet    | Prince                           | When Doves Cry                           |           |
| 21 juillet    | Prince                           | When Doves Cry                           |           |
| 28 juillet    | Prince                           | When Doves Cry                           |           |
| 4 août        | Prince                           | When Doves Cry                           |           |
| 11 août       | Ray Parker, Jr.                  | Ghostbusters                             |           |
| 18 août       | Ray Parker, Jr.                  | Ghostbusters                             |           |
| 25 août       | Ray Parker, Jr.                  | Ghostbusters                             |           |
| 1er septembre | Tina Turner                      | What's Love Got to Do with It            |           |
| 8 septembre   | Tina Turner                      | What's Love Got to Do with It            |           |
| 15 septembre  | Tina Turner                      | What's Love Got to Do with It            |           |
| 22 septembre  | John Waite                       | Missing You                              |           |
| 29 septembre  | Prince & The Revolution          | Let's Go Crazy                           |           |
| 6 octobre     | Prince & The Revolution          | Let's Go Crazy                           |           |
| 13 octobre    | Stevie Wonder                    | I Just Called to Say I Love You          |           |
| 20 octobre    | Stevie Wonder                    | I Just Called to Say I Love You          |           |
| 27 octobre    | Stevie Wonder                    | I Just Called to Say I Love You          |           |
| 3 novembre    | Billy Ocean                      | Caribbean Queen                          |           |
| 10 novembre   | Billy Ocean                      | Caribbean Queen                          |           |
| 17 novembre   | Wham!                            | Wake Me Up Before You Go-Go              |           |
| 24 novembre   | Wham!                            | Wake Me Up Before You Go-Go              |           |
| 1er décembre  | Wham!                            | Wake Me Up Before You Go-Go              |           |
| 8 décembre    | Hall and Oates                   | Out of Touch (en)                        |           |
| 15 décembre   | Hall and Oates                   | Out of Touch (en)                        |           |
| 22 décembre   | Madonna                          | Like a Virgin                            |           |
| 29 décembre   | Madonna                          | Like a Virgin                            |           |